# Kyle Bobby Dunn
Kyle Bobby Dunn (Ontario, 27 febbraio 1986) è un compositore canadese.
Il suo stile è un'ambient-drone per chitarra e strumenti musicali orchestrali che Pitchfork definisce "calda e accogliente". Tra le fonti di ispirazione dell'artista vi è il compositore John Williams. La critica considera Dunn uno dei migliori artisti ambient degli anni 2000 e 2010.

## Biografia
Nato nel 1986 nell'Ontario e cresciuto a Calgary, nell'Alberta, Dunn studiò all'università della Carolina del Nord e formò il duo dei Substract by Two insieme a James W. Hill.
Nel 2008 Dunn pubblicò il suo primo vero album Fragments & Compositions of Kyle Bobby Dunn. Due anni dopo uscì A Young Person's Guide to Kyle Bobby Dunn, accolto molto positivamente dalla critica e da testate come The New York Times. Seguirono Ways of Meaning del 2011 e Kyle Bobby Dunn and The Infinite Sadness del 2014 (il titolo è un riferimento al terzo album degli Smashing Pumpkins). Nel 2018 Dunn incise degli split con l'ex Labradford Anjou e Wayne Robert Thomas.

## Discografia

### Album in studio
- 2002 – Music for Medication
- 2006 – Applications for Guitar
- 2008 – Fragments & Compositions
- 2010 – A Young Person's Guide to Kyle Bobby Dunn
- 2011 – Ways of Meaning
- 2012 – Bring Me the Head of Kyle Bobby Dunn
- 2014 – And the Infinite Sadness
- 2019 – From Here to Eternity
- 2019 – FHTE-B